# Roberto Macarini
Roberto Macarini, filho de Dolorato Antônio Macarini e Hermínia Juliano Macarini, nasceu em São Paulo no dia 15 de julho de 1950 e foi estudante, bancário e militante da Vanguarda Popular Revolucionária na luta contra a ditadura militar brasileira. Morreu em 28 de abril de 1970, quando atirado em circunstâncias não esclarecidas, após ser torturado por agentes da ditadura.
É um dos casos investigados pela Comissão da Verdade, que apura mortes e desaparecimentos na ditadura militar brasileira.

## Biografia
Roberto Macarini nasceu no dia 15 de julho de 1950 na cidade de São Paulo. Filho de Dolorato Antônio Macarini e Hermínia Juliano Macarini, Roberto trabalhava como bancário e era estudante durante a Ditadura Militar Brasileira, instalada no país em 1964. Era também militante da Vanguarda Popular Revolucionária (VPR), grupo de luta armada brasileira de extrema-esquerda.
Macarini foi preso em 27 de abril de 1970 pela Operação Bandeirante, também chamada de OBAN, e levado ao 1º DOI-CODI de São Paulo, onde foi submetido a torturas pelas equipes do comandante Waldyr Coelho, capitão Benoni de Arruda Albernaz e capitão Homero César Machado, conhecida como "Equipe C". De acordo com a versão dos órgãos de segurança, no dia posterior a sua prisão, ele teria se jogado, por volta das 9 horas da manhã, do alto do Viaduto do Chá e morreu. Contudo, um relatório produzido pelo Comitê de Solidariedade aos Presos Políticos do Brasil, de fevereiro de 1973, apontou que Macarini foi torturado e lançado do viaduto pelos próprios torturadores, simulando o suposto suicídio.
A Comissão da Verdade concluiu que Macarini foi preso, torturado e morto por agentes do Estado brasileiro.

## Morte
Roberto Macarini foi preso e torturado no dia 27 de abril de 1970 no âmbito de combates feito a grupos de esquerda pela Operação Bandeirante e torturado na sede da OBAN/DOI-CODI, localizado na cidade São Paulo. No dia seguinte, muito debilitado, foi retirado do DOI-CODI alegando aos policiais que se encontraria com os companheiros da VPR no vale do Anhangabaú. A versão oficial de sua morte conta que ao chegar no Viaduto do Chá, Roberto atirou-se e teve morte instantânea. A equipe que o levou até o viaduto era composta pelo capitão Coutinho, capitão Tomás, cabo "DKW", capitão do Exército Benoni de Arruda Albernaz, investigador do Departamento Estadual de Investigações Criminais Paulo Rosa, pelo tenente do CENIMAR conhecido com "Marinheiro" e o delegado de polícia "Dr. Raul".
A certidão de óbito de Roberto foi registrada no dia 18 de abril de 1970, dez dias antes da data indicada pelos órgãos de segurança para a sua prisão.
O laudo de necropsia foi assinado em 29 de abril de 1970 pelos médicos legistas Samuel Haberkorn e Paulo Augusto Queiroz Rocha e assinalado com um T de “terrorista”. Nele, estão apontadas como causa da morte lesões e choque traumático no crânio. Um relatório produzido pelo Ministério da Marinha e encaminhado ao ministro da Justiça Maurício Corrêa, em 1993, confirma a versão inicial de suicídio.
Roberto foi enterrado no Cemitério de Vila Formosa por seus familiares.
Uma ficha do próprio Roberto Macarini afirmava que ele havia sido torturado por uma equipe do Exército por dois dias seguidos.
O relatório do Comitê de Solidariedade aos Presos Políticos do Brasil, uma articulação dos presos políticos de São Paulo, denunciou a morte de diversos presos, incluindo Roberto Macarini. O documento, que estava com Ronaldo Mouth Queiroz (militante da Ação Libertadora Nacional e também assassinado pelo regime), foi apreendido pelo DOPS. No documento, constava que Roberto foi "retirado do DOI, (...) em seguida, foi levado ao Viaduto do Chá, no Vale do Anhangabaú, e de lá foi lançado pelos torturadores".
Em 2010, o Ministério Público Federal de São Paulo propôs uma Ação Civil Pública, protocolada sob o nº. 0021967-66.2010.4.03.6100, para responsabilizar os capitães Homero César Machado e João Thomaz pela morte e tortura de Roberto Macarini.

## Homenagem
Em 2017, três cemitérios de São Paulo ganharam placas para homenagear as vítimas da Ditadura Militar que foram sepultadas nos cemitérios municipais da cidade entre os anos de 1969 e 1979. Além dos nomes nas placas, houve também o plantio de árvores de Ipês nesses lugares.
Roberto Macarini também teve seu nome abarcado no Dossiê ditadura: Mortos e Desaparecidos no Brasil (1964-1985), organizado pela Comissão de Familiares de Mortos e Desaparecidos Políticos.
Ele foi o primeiro a receber a homenagem foi o Cemitério Dom Bosco, seguido do de Campo Grande e, por fim, o de Vila Formosa. O projeto, que contemplou o nome de Roberto Macarini, foi uma parceria entre três secretarias: a de Direitos Humanos e Cidadania (SMDHC), a do Verde e Meio Ambiente (SVMA) e a do Serviço Funerário do Município de São Paulo (SFMSP).

## Outras fontes
- Site organizado pelo Centro de Documentação Eremias Delizoicov e pela Comissão de Familiares dos Mortos e Desaparecidos Políticos
- Dossiê dos mortos e desaparecidos políticos a partir de 1964